# 迪塞乌-阿科韦德
迪塞乌-阿科韦德（葡萄牙語：Dirceu Arcoverde）是巴西皮奥伊州的一个市镇。总面积1005.706平方公里，总人口6660人，人口密度6.6人/平方公里。